# Hypocephalus armatus
Hypocephalus armatus is een keversoort uit de familie Vesperidae. De wetenschappelijke naam van de soort werd voor het eerst geldig gepubliceerd in 1832 door Anselme Gaetan Desmarest.